# El remedio
El remedio es una canción de la cantante española Ana Guerra, compuesta por Nábalez. Fue lanzado en plataformas digitales el 28 de febrero de 2018 en su primera versión para representar a España en el Festival de la Canción de Eurovisión 2018, quedando en sexta posición. Consiguió ser Nº30 en varias plataformas digitales.[cita requerida]

## Antecedentes
En noviembre de 2017, se comenzó a especular que el representante de España en el Festival de la Canción de Eurovisión 2018 sería uno de los concursantes de Operación Triunfo 2017. El 4 de diciembre de 2017, durante la sexta gala de dicho programa, el presentador Roberto Leal confirmó los rumores. Una gala sería añadida al programa justo antes de la final de este para poder decidir la canción y los artistas que representarían a España en dicho certamen. Esta se llevaría a cabo el 29 de enero de 2018, a una semana de la final del concurso.
Finalmente, el 23 de enero de 2018 se revelaron los temas y los autores de estos, candidatos a representar a España en Eurovisión. El tema fue presentado bajo en título de «El Remedio».
En lo que a Eurovisión se refiere, El Remedio quedó en sexto lugar en la primera elección de canciones con un 5% de los votos. Tu canción, tema finalmente elegido para representar a España e interpretado por Amaia Romero y Alfred García, que alcanzó el 43% de los votos proclamándose ganadora.

## Lanzamiento
El 23 de enero de 2018, durante la emisión del 24 horas de Operación Triunfo, fueron revelados los temas que aspirarían a representar a España en el festival de Eurovisión. Ese mismo día, Lo malo fue mostrado al público por primera vez. Más tarde, el 28 de enero, el tema se estrenó en plataformas digitales a modo de descarga digital y streaming aún en su versión primera. La versión definitiva de El Remedio fue estrenada el 27 de abril de 2018 junto a un Video-Lyric.

## Interpretaciones en directo
El Remedio fue interpretado el 29 de enero de 2018, en la Gala de Eurovision de Operación Triunfo 2017 en la primera ronda. El 7 de junio Guerra lo volvió a interpretar esta vez durante la gala final del programa Fama, ¡a bailar! 2018.

## Recepción

### Comercial
En febrero de 2018 , consiguió entrar en el Nº53 en la lista de ventas. 
Más tarde, su segunda versión y ya definitiva, consiguió ser N.º 1 en varias plataformas digitales como iTunes y Play Store. Hasta la fecha ha vendido sumando streams y ventas digitales alrededor de 12.500 copias.
| País   | Lista      | Mejor posición |
| ------ | ---------- | -------------- |
| España | PROMUSICAE | 51             |

## Historial de Lanzamientos
| País    | Fecha               | Formato          | Ref.  |
| ------- | ------------------- | ---------------- | ----- |
| Mundial | 28 de enero de 2018 | Descarga digital | [ 7 ] |
| Mundial | 27 de abril de 2018 | Descarga digital |       |
| España  | [ 8 ]               | Descarga digital |       |